# Midtitalien
Midtitalien eller Centralitalien er et geografisk område i Italien, der omfatter fire af landets 20 regioner:
- Lazio
- Marche
- Toscana
- Umbria